# Monte Kaplan
Il Monte Kaplan è una massiccia montagna antartica situata circa 5 km a sudest del Monte Wexler. Con i suoi 4.230 m di altezza è la vetta più elevata del Hughes Range, catena montuosa che fa parte dei Monti della Regina Maud, in Antartide. 
La montagna fu scoperta e fotografata dall'ammiraglio Richard E. Byrd durante il suo volo del 18 novembre 1929, effettuato per gettare le basi della sua spedizione polare antartica. Fu successivamente ispezionata nel 1957–58 dal geofisico Albert P. Crary (1911-1987), che assegnò la denominazione in onore di Joseph Kaplan, presidente dell'U.S. National Committee per l'Anno geofisico internazionale 1957-58.